# 傑姆基夫齊 (切梅里夫齊區)
49°4′19″N 26°23′13″E / 49.07194°N 26.38694°E
傑姆基夫齊（烏克蘭語：Демківці），是烏克蘭西部的村莊，隸屬赫梅利尼茨基州的卡緬涅茨-波多利斯基區。該村面積1.79平方公里，海拔高度304米，2001年人口777，人口密度每平方公里433.4人。